# Chiesa di San Pietro (Zignago)

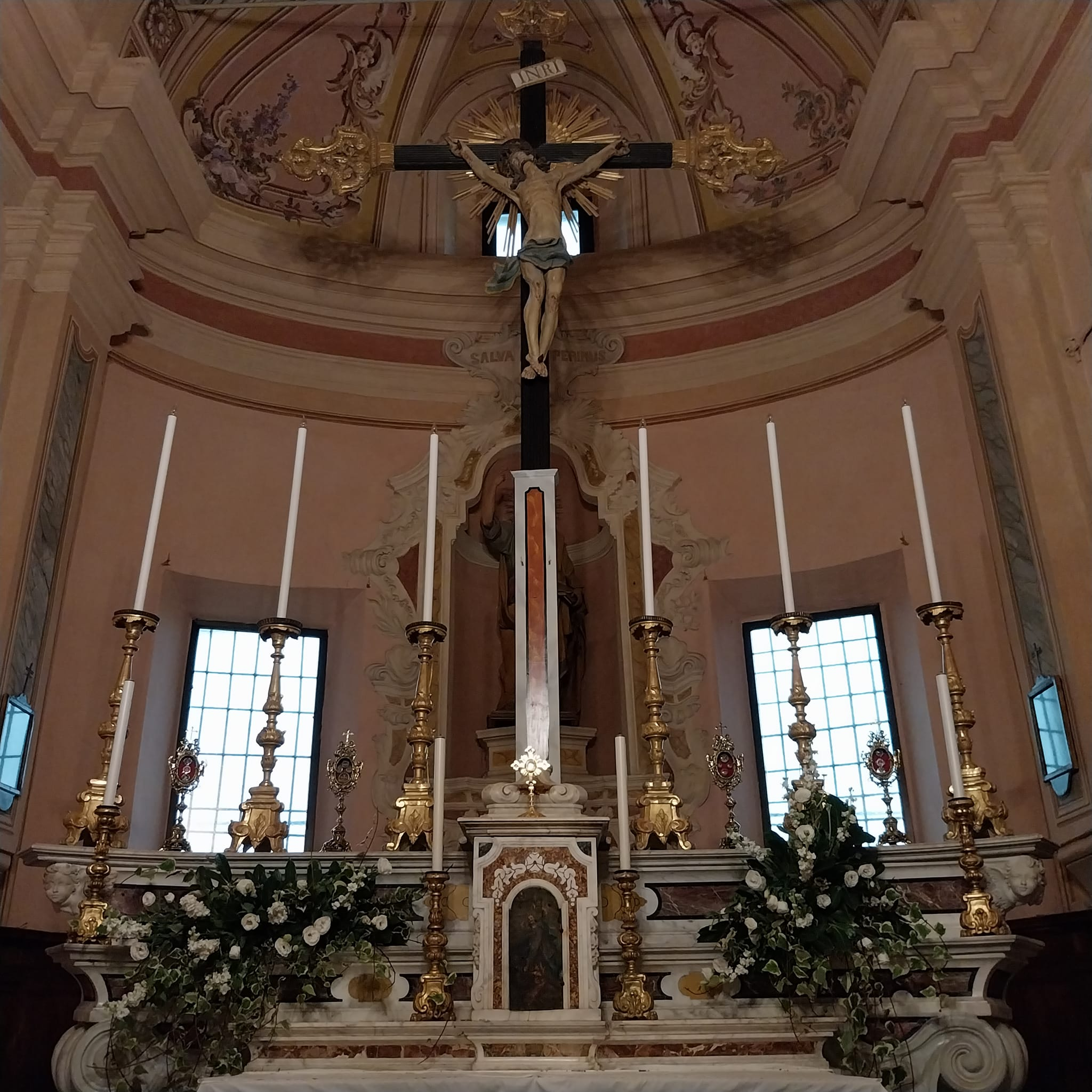
L'altare maggiore

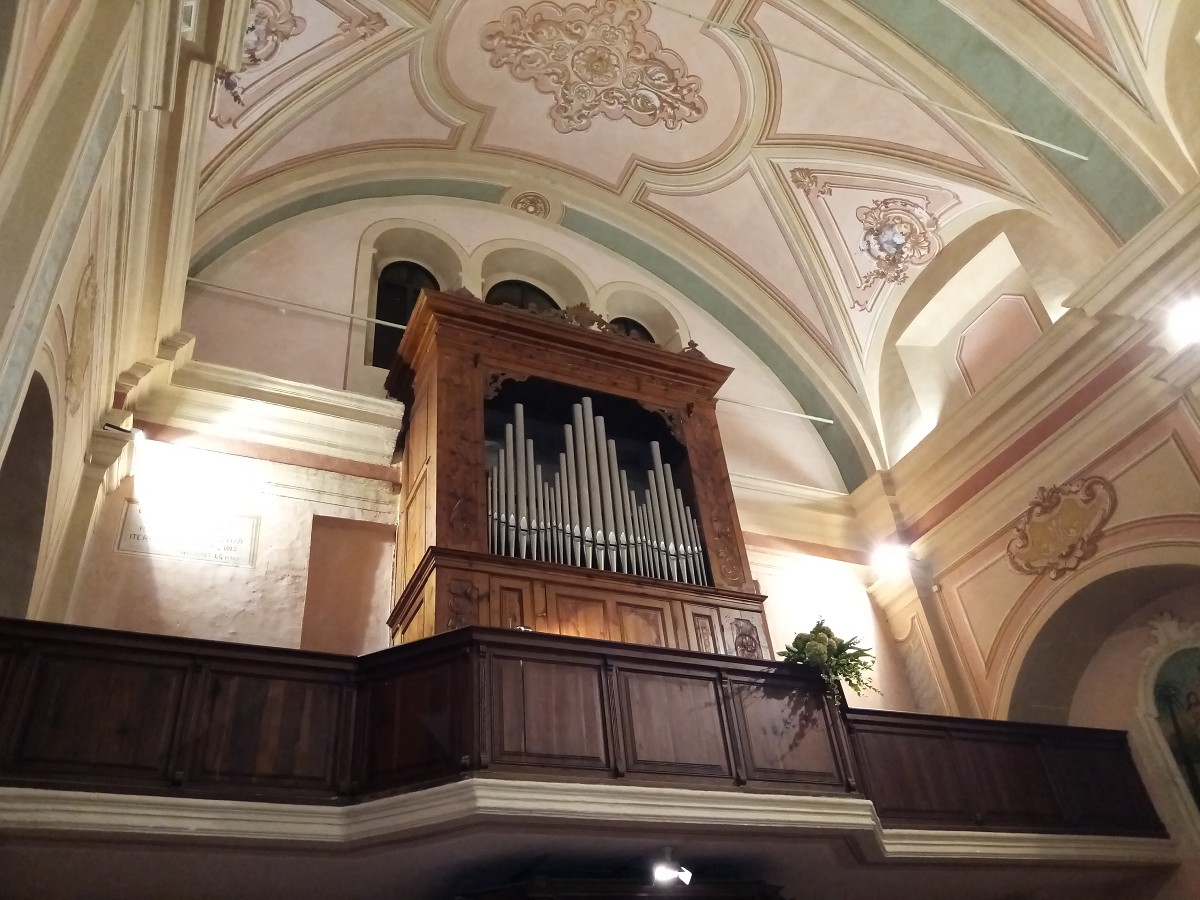
L'organo Vegezzi-Bossi, a trasmissione pneumatica, posto nella cantoria sopra il portale.

La pieve di San Pietro Apostolo (arcipretura plebana), anticamente conosciuta come pieve di Cornia, è un luogo di culto cattolico situato nella frazione capoluogo di Pieve nel comune di Zignago, in provincia della Spezia. La chiesa è sede della parrocchia omonima del vicariato di Brugnato della diocesi della Spezia-Sarzana-Brugnato.
La pieve sorge in un territorio una volta importante punto di incontro tra le vie di collegamento di Levanto e Pontremoli e la cosiddetta via del sale, o Via Reggia. 
Appartengono alla giurisdizione della Pieve il santuario della Madonna del Dragnone sul monte omonimo (1016 m), la cappella dell'Immacolata Concezione nella frazione di Vezzola e la cappella di San Rocco nella frazione di Imara.

## Storia
Le prime testimonianze scritte sulla Pieve di Zignago si hanno durante il XII secolo, dove la chiesa viene denominata per la prima volta "Pieve di Cornia" (Plebs de Cornia) e passa ufficialmente alle dipendenze della diocesi e del vescovo di Luni nell'anno 1148. A quanto pare, la chiesa venne costruita su un edificio più antico, situato in posizione differente rispetto al complesso attuale, come conferma il campanile, del tutto svincolato dal resto della costruzione.
Il toponimo di "Cornia" che ha assunto la località della Pieve è distinto da quello di "Griniacula", di origine romana, che contraddistingue Zignago, anche se nel tempo l'appellativo è decaduto e non è più stato utilizzato.
La chiesa subì dei primi lavori di restauro durante il Quattrocento, mentre rifacimenti più rilevanti furono eseguiti dal 1677 in poi.

## Descrizione
La chiesa mantiene ancora oggi l'aspetto che aveva nella seconda metà del Quattrocento, con le aggiunte seicentesche. Il presbiterio rialzato conserva un pregiato altare marmoreo policromo, con annesso coro ligneo; nella nicchia retrostante è conservata la statua, in cartapesta, dell'apostolo Pietro, titolare della parrocchia. Lateralmente si trovano quattro altari laterali, dedicati a sant'Antonio di Padova (con statua lignea), alla Madonna del Rosario (con statua marmorea), alle Anime Purganti (con bassorilievo marmoreo rappresentante i santi Pietro e Stefano protomartire che intercedono per i defunti) e a santa Lucia (con quadro fiammingo settecentesco rappresentante la santa siracusana, san Biagio, santa Apollonia e sant'Agata). Di particolare pregio è la statua lignea della Madonna del Rosario, conservata nella navata. Sopra il portale è conservato l’organo Vegezzi-Bossi Carlo I, del 1915, a doppia trasmissione pneumatica, recentemente restaurato. 
Posizionata a sinistra rispetto alla facciata si trova la casa parrocchiale, mentre a destra si trova l'oratorio, un tempo dedicato a santo Stefano protomartire.
Il campanile è a pianta quadrata, innalzato con pietre disposte per file parallele e recante due ordini di bifore; al suo interno ospita tre campane.